# Krocionogi właściwe

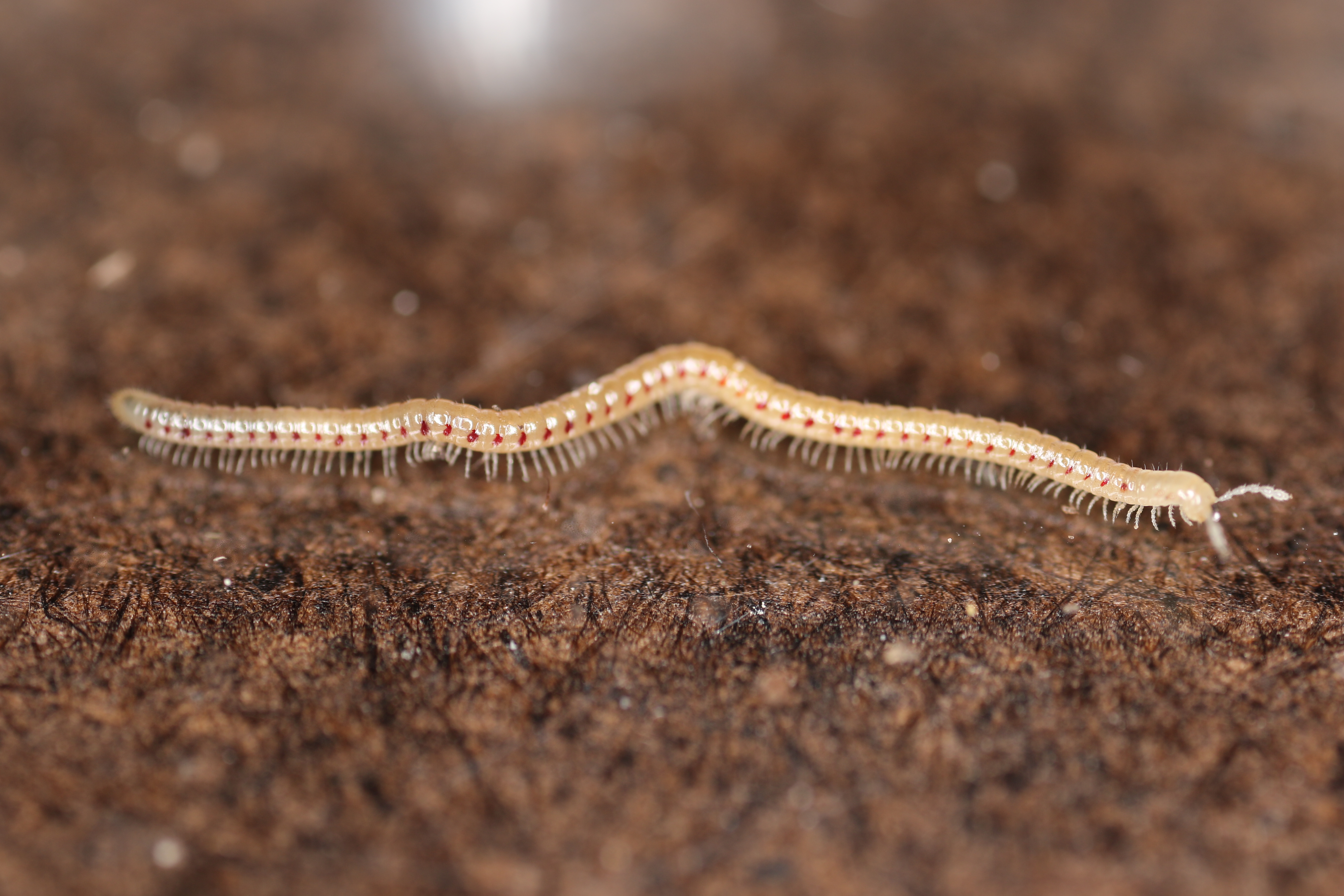
Blaniulus guttulatus z rodziny Blaniulidae

Krocionogi właściwe, julusy (Julida) – rząd wijów z gromady dwuparców i nadrzędu Juliformia. Obejmuje około 750 opisanych gatunków.

## Opis
Dorosłe formy tych dwuparców osiągają od 10 do 120 mm długości ciała, ale 50 mm przekraczają rzadko. Ich kształt jest silnie wydłużony i walcowaty. Mają od 30 do 90 pierścieni zagłowowych. Często tylne krawędzie pierścieni zaopatrzone są w rzędy szczecinek. Głowę cechuje niedochodząca do wargi górnej linia szwu środkowego oraz gnathochilarium o przylegających pieńkach szczęk. U samców odnóża pierwszej pary są zmodyfikowane w haczyki, a ósmej i dziewiątej tworzą gonopody, z których tylne biorą udział w przekazywaniu nasienia w trakcie kopulacji.

## Występowanie
Takson głównie eurazjatycki, najliczniejszy w strefie umiarkowanej półkuli północnej. W Ameryce Północnej jego przedstawiciele występują od środkowej Alaski, Jukonu i Quebecu po Florydę, Meksyk i Gwatemalę. Znane są z prawie całej Europy, Makaronezji, północnych krańców Afryki, palearktycznej części Azji oraz Azji Południowo-Wschodniej, gdzie sięgają po równik. Na północy przekraczają koło podbiegunowe na Islandii, w Norwegii oraz na Półwyspie Jamalskim. W Polsce jest to najliczniejszy rząd dwuparców, reprezentowany przez 46 gatunków (zobacz: krocionogi właściwe Polski).

## Systematyka
Takson ten wprowadzony został w 1833 przez Johanna Friedricha von Brandta. Według analiz filogenetycznych Enghoffa z 1984 Julida zajmują pozycję siostrzaną względem Spirobolida, tworząc z nimi klad siostrzany dla Spirostreptida. Według analizy morfologicznej Regiera i innych z 2005 Julida są siostrzane względem Spirostreptida i wraz z nimi tworzą klad siostrzany dla Spirobolida. Według analizy Regiera i Shultza z 2001 zajmują pozycję siostrzaną względem kladu objemującego Colobognatha i węzławce. Analiza molekularna Regiera i innych z 2005 metodą największej parsymonii umieszcza je jako siostrzane dla Spirostreptida lub kladu Chordeumatida+Callipodida.
Należy tu około 750 gatunków. Klasyfikuje się je w 5 nadrodzinach:
- Blaniuloidea C. L. Koch, 1847
- Juloidea Leach, 1814
- Nemasomatoidea Bollman, 1893
- Paeromopodoidea Cook, 1895
- Parajuloidea Bollman, 1893